# Groblica (Piaskowiec)
Groblica (kaszb. Gròblicô) – część wieś Piaskowiec w Polsce, położona w województwie pomorskim, w powiecie nowodworskim, w gminie Ostaszewo, na obszarze Żuław Wiślanych nad Wisłą. Wchodzi w skład sołectwa Piaskowiec.
W latach 1975–1998 Groblica położona była w województwie elbląskim.